# Ignacio Echarri
Ignacio Echarri Isasti, conocido en el mundo del fútbol como Echarri fue un futbolista profesional español que jugó en las décadas de 1950 y 1960. Se destacó como defensa de la Real Sociedad de Fútbol en esos años, llegando a disputar 146 partidos en la máxima categoría del fútbol español.

## Biografía
Ignacio Echarri era natural del barrio donostiarra de Loyola, donde nació en 1932.
Sus primeros pasos como futbolista los dio en el equipo de su barrio, el Club Deportivo Loiolatarra. También jugó en la SD Euskalduna de Andoáin. Sus excelentes condiciones físicas le hicieron destacar y pudo dar el salto al fútbol profesional en 1953 cuando fue fichado por la Real Sociedad de Fútbol.
El equipo txuriurdin le cedió por una temporada a la SD Eibar que acaba de ascender por primera vez en su historia a la Segunda división española. Tras jugar un año en Segunda (1953-54) fue repescado por la Real de cara a la temporada 1954-55.
Le costó debutar con la Real. Su debut se produjo el 15 de mayo de 1955 contra el Granada CF en partido de Copa. Un año después, en el tramo final de la temporada 1955-56 debutó en la Primera división española. 
Durante una década fue el encargado de poner en orden la zaga de la Real Sociedad. Jugó 197 partidos oficiales y marcó 7 goles con la Real en Liga y Copa. De estas 10 temporadas, las 8 primeras fueron en la Primera división española en la que llegó a jugar 146 partidos y marcar 6 goles. Si bien durante sus 2 primeros años apenas jugó, en los 6 siguientes fue un fijo en la defensa. Ese periodo  se cerró con el amargo trago del descenso a Segunda en la campaña 61-62.
En la temporada 1963-64 colgó las botas tras jugar sus dos últimos años en la segunda división española.
Sin embargo con 33 años de edad, cuando había pensado ya en retirarse de la Real Sociedad y también del mundo del fútbol, aceptó una última oferta para seguir viculado a este deporte, esta vez en las filas de la UE Lleida.
El equipo catalán, entonces denominado UD Lérida, militaba en la Tercera división española. Con Echarri en sus filas como capitán, el equipo leridano logró ascender a la Segunda división española.
Ignacio Echarri se distinguió también por defender los derechos de los futbolistas, lo que le llevó a ser elegido presidente de la Asociación de Jugadores.
Tras retirarse del fútbol fundó en San Sebastián una empresa con su nombre, dedicada al mobiliario de oficina.
Falleció en su ciudad natal el 30 de marzo de 2003 a los 71 años de edad víctima de un infarto.
En el plano familiar cabe destacar que fue tío del mítico portero Luis Miguel Arconada y del entrenador Gonzalo Arconada.

## Clubes
| Club          | País   | Año        |
| ------------- | ------ | ---------- |
| SD Euskalduna | España | ¿ ? - 1953 |
| SD Eibar      | España | 1953-1954  |
| Real Sociedad | España | 1954-1964  |
| UD Lérida     | España | 1965-1966  |

- Datos: Q5913203